# KK Pieno žvaigždės
El Krepšinio klubas Pasvalio Pieno žvaigždės es un club profesional de baloncesto con sede en Pasvalys, Lituania fundado en 2003 y que participa en la LKL y en la BBL. Disputa sus encuentros como local en el Pieno žvaigždės Arena, con capacidad para 1200 espectadores.

## Historial
| Temporada | Nivel | Liga | Pos. | Liga del Báltico | Liga del Báltico | LKF Cup          |
| --------- | ----- | ---- | ---- | ---------------- | ---------------- | ---------------- |
| 2003–04   | 2     | LKAL | 4º   |                  |                  |                  |
| 2004–05   | 2     | LKAL | 5º   |                  |                  |                  |
| 2005–06   | 2     | NKL  | 8º   |                  |                  |                  |
| 2006–07   | 2     | NKL  | 5º   |                  |                  |                  |
| 2007–08   | 2     | NKL  | 8º   |                  |                  |                  |
| 2008–09   | 2     | NKL  | 8º   |                  |                  |                  |
| 2009–10   | 2     | NKL  | 6º   |                  |                  |                  |
| 2010–11   | 2     | NKL  | 1º   |                  |                  |                  |
| 2011–12   | 1     | LKL  | 5º   | Elite División   | 9º               | Finalista        |
| 2012–13   | 1     | LKL  | 5º   | Cuartos de final | Cuartos de final | Finalista        |
| 2013–14   | 1     | LKL  | 5º   | Cuartos de final | Cuartos de final | Sexta ronda      |
| 2014–15   | 1     | LKL  | 5º   | Cuartos de final | Cuartos de final | Cuartos de final |
| 2015–16   | 1     | LKL  | 8º   | Cuartos de final | Cuartos de final |                  |
| 2016–17   | 1     | LKL  | 7º   | Finalista        | Finalista        | Cuartos de final |
| 2017–18   | 1     | LKL  | 6º   | Campeón          | Campeón          | Cuartos de final |
| 2018–19   | 1     | LKL  | 5º   |                  |                  | Cuartos de final |
| 2019–20   | 1     | LKL  | 7º   |                  |                  | Cuartos de final |
| 2020–21   | 1     | LKL  | 8º   |                  |                  | Cuartos de final |